# Club Santos Laguna Femenil
Maillots
Actualités
Dernière mise à jour : 21 juillet 2021.
Le Club Santos Laguna Femenil, plus couramment abrégé en Santos Laguna Femenil, est un club de football féminin mexicain basé à Torreón.

## Histoire
Lorsqu'en décembre 2016 est annoncée la création d'une ligue professionnelle de football féminin au Mexique, le Club Santos Laguna, fondé en 1983, annonce officiellement le 2 février 2017 la création d'une section féminine professionnelle.
Le club joue son premier match officiel le 3 mai 2017, en Coupe de la Ligue, une compétition organisée pour préparer le futur championnat. Santos Laguna perd 2 à 0 contre Necaxa.
Le 29 juillet 2017, les Guerreras jouent leur premier match  du premier championnat féminin du Mexique, à domicile contre León et gagnent 2 à 1.
Depuis la création du championnat féminin du Mexique, Santos Laguna se retrouve dans la deuxième moitié du classement, ne se qualifiant jamais pour la phase finale.